# Santa María del Val
Santa María del Val est une municipalité espagnole de la province de Cuenca, dans la région autonome de Castille-La Manche.